# Alexander Carrick

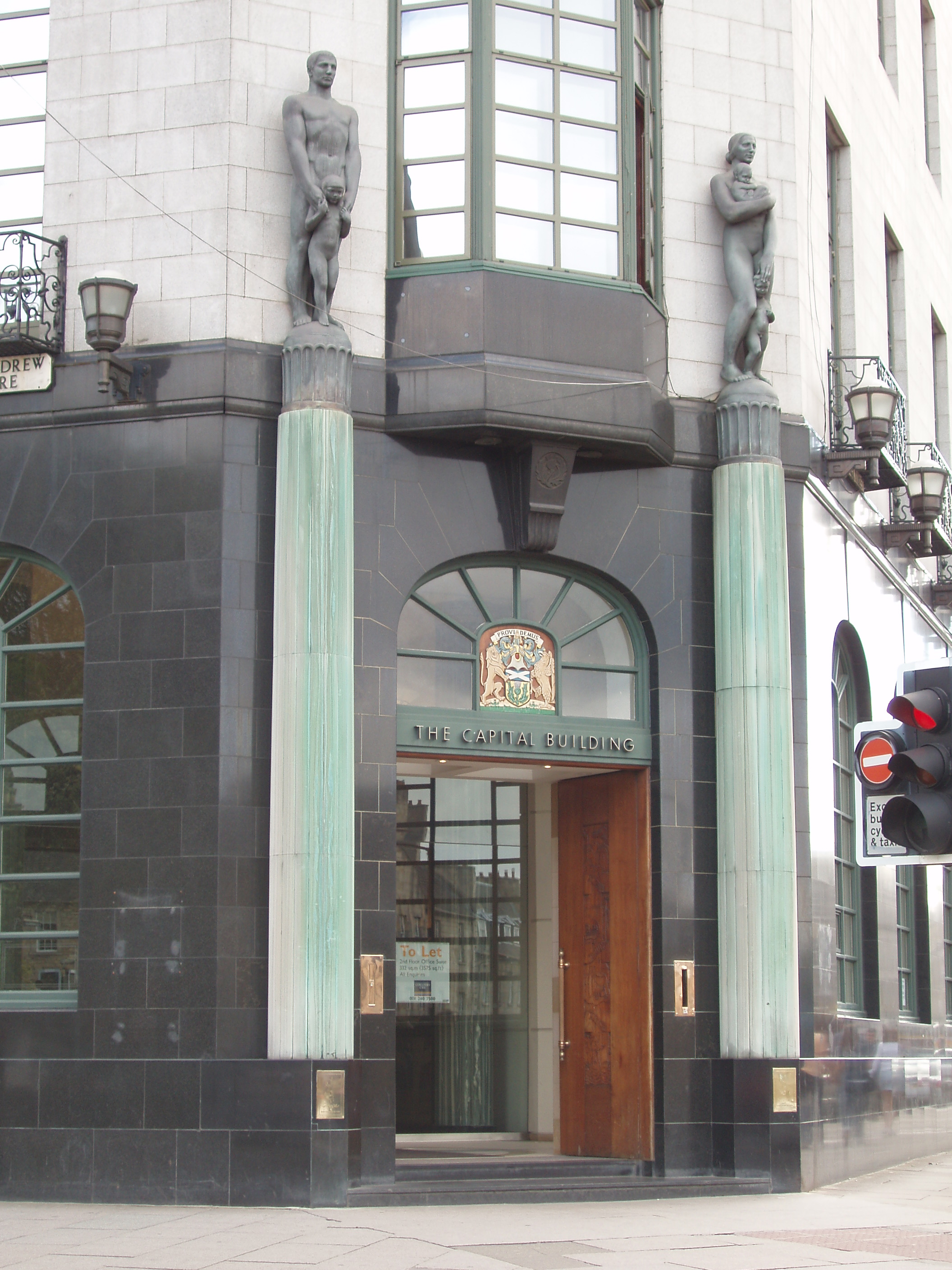
The Capital Building, Edinburgh, Schottland

Alexander Carrick (* 20. Februar 1882 in Musselburgh, Schottland; † 26. Januar 1966 in Galashiels, Schottland) war ein Bildhauer, der zu den führenden schottischen Monumentalbildhauern des frühen 20. Jahrhunderts zählte. Er ist bekannt für seine zahlreichen Kriegerdenkmäler und Bauplastiken sowie für seine wichtige Rolle als Lehrer und Leiter der Bildhauerabteilung am Edinburgh College of Art.

## Leben

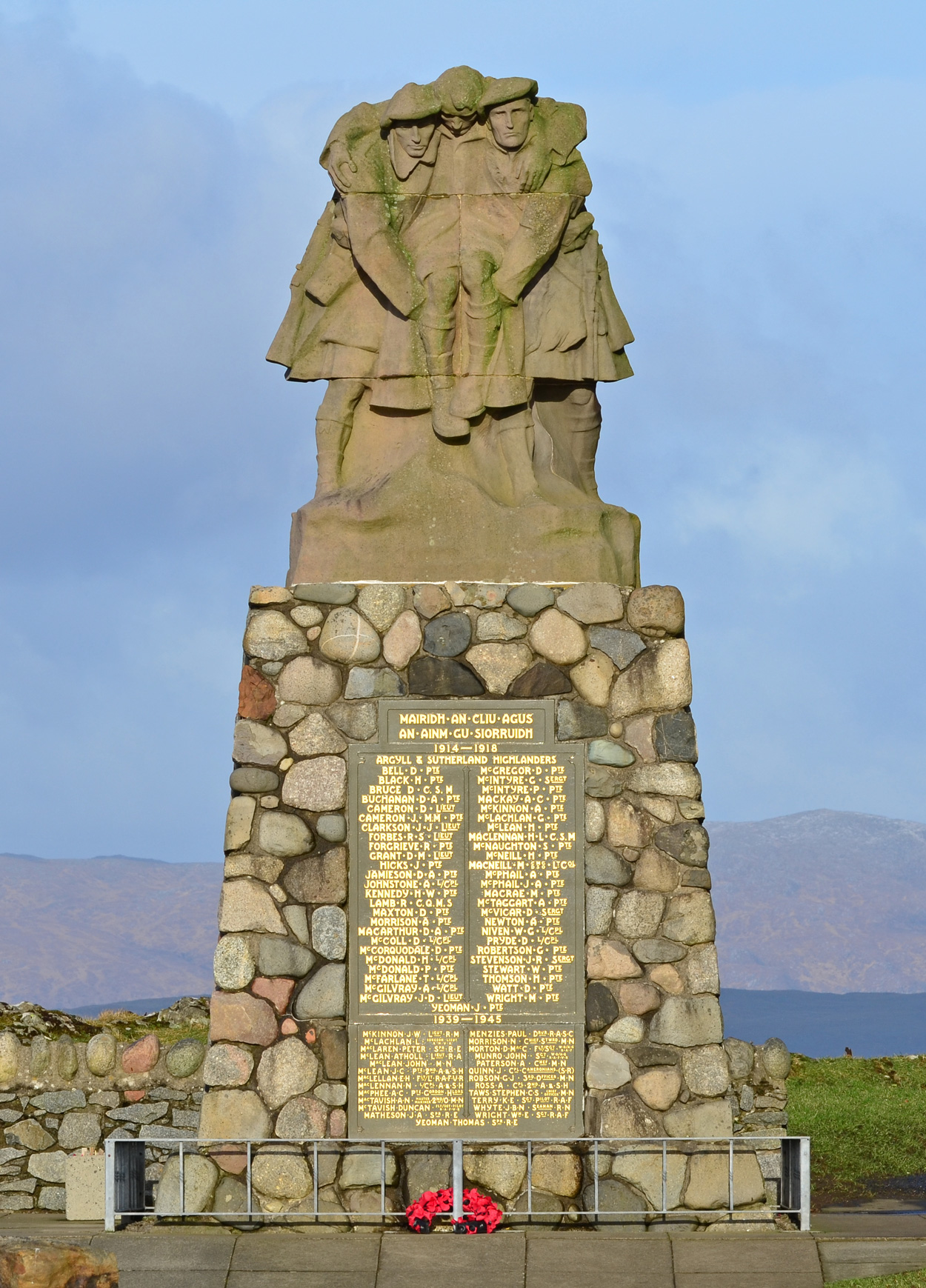
Oban War Memorial in Oban Schottland

Alexander Carrick wurde 1882 als Sohn eines Schmieds in Musselburgh, East Lothian, geboren. Er begann seine Ausbildung 1897 mit einer Lehre bei William Birnie Rhind in Edinburgh. Anschließend studierte er am Edinburgh College of Art und erhielt ein Stipendium für ein zweijähriges Studium bei dem französischen Bildhauer Édouard Lantéri am South Kensington College in London. Nach seiner Rückkehr nach Edinburgh arbeitete er unter Pittendrigh MacGillivray, einem anderen führenden schottischen Bildhauer jener Zeit. Im Ersten Weltkrieg diente Carrick ab 1916 bei der Royal Garrison Artillery in Belgien. Er lernte die Front kennen und zeichnete, was später sein künstlerisches Schaffen beeinflusste. Noch im Ausland wurde er 1918 zum Mitglied der Royal Scottish Academy gewählt. Nach dem Krieg kehrte Alexander Carrick nach Edinburgh zurück und setzte seine künstlerische Arbeit fort. 1914 heiratete er Janet Ferguson MacGregor, eine Malerin, die er am Edinburgh College of Art kennengelernt hatte. Das Paar hatte zwei Töchter, von denen Anne Carrick ebenfalls Künstlerin wurde.

### Lehrtätigkeit
Alexander Carrick begann 1914 am Edinburgh College of Art zu unterrichten und wurde 1928 Leiter der Abteilung für Bildhauerei. Er war ein inspirierender Lehrer, der viele zukünftige schottische Bildhauer beeinflusste, darunter Phyllis Bone, Emma Smith Gillies, Scott Sutherland, Tom Whalen und Hew Lorimer. Seine Förderung des Kunsthandwerks und die Unterstützung junger Talente trugen wesentlich zur Entwicklung der schottischen Bildhauerei im 20. Jahrhundert bei.

## Werk

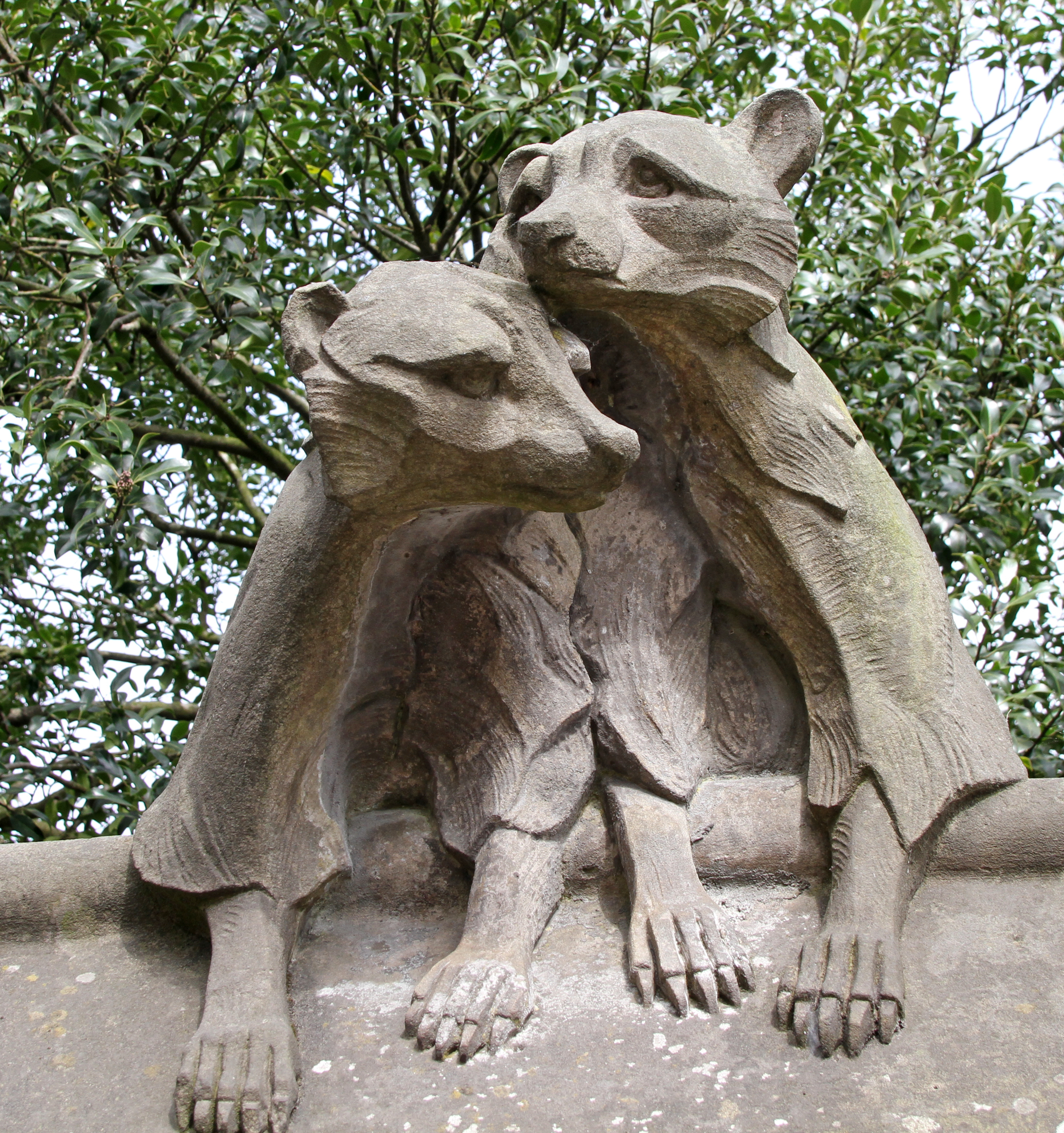
Racoons (Waschbären), Animal Wall, Cardiff, Wales

Alexander Carrick war bekannt für seine monumentalen Skulpturen, insbesondere Kriegerdenkmäler, die in ganz Schottland zu finden sind. Zu seinen wichtigsten Werken zählen das Scottish National War Memorial in Edinburgh Castle, wo er die Tugenden Mut und Gerechtigkeit darstellte, sowie Bronzetafeln für die Royal Engineers und die Royal Artillery. Statue von Sir William Wallace in Edinburgh Castle, 1929 enthüllt, wegen ihrer Proportionen umstritten, aber wohl bewusst der Architektur angepasst. Kriegerdenkmäler in Städten wie Oban, Killin, Fraserburgh und Berwick-upon-Tweed, die sowohl allegorische Figuren als auch realistische Darstellungen von Soldaten zeigen. Architektonische Skulpturen wie die Gruppe Security am Caledonian Insurance Building in Edinburgh und Reliefs an Gebäuden wie dem Sheriff Court Building. Carricks Stil verband traditionelle Handwerkskunst mit einer sensiblen Anpassung an den architektonischen Kontext. Er bevorzugte die Arbeit mit Stein, insbesondere mit unbearbeitetem Sandstein, und legte großen Wert auf die Integration seiner Skulpturen in die umgebende Architektur.